# Copacabana (schip, 1938)

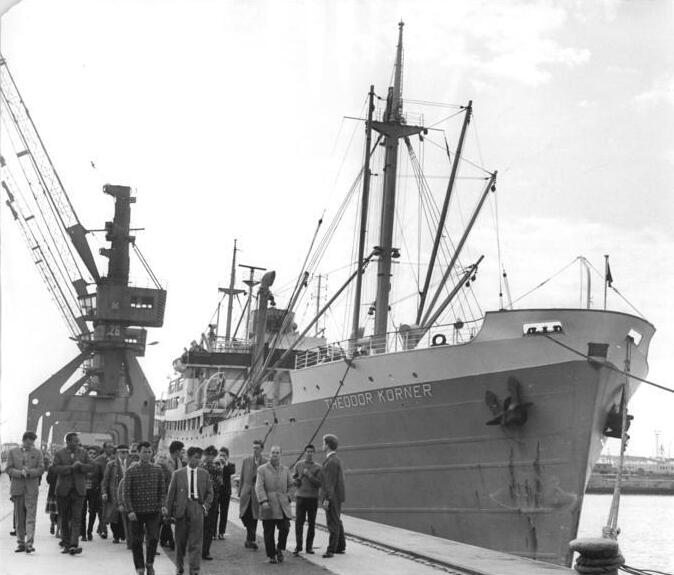
De Copacabana als Theodor Korner

Het motorvrachtschip Copacabana was een Belgisch vrachtschip van 7.340 ton en was eigendom van de rederij C.M.B. (Compagnie Maritime Belge). Ze had bijna een vaste lijn Antwerpen-Bahia, in Brazilië. Ze bewees voor de geallieerden tijdens de Tweede Wereldoorlog aanzienlijke diensten. Het Belgisch schip droeg de naam van deze Braziliaanse deelstaat.

## Geschiedenis
Op beide zijden van de scheepsromp van de Copacabana had ze in de periode 1939 en 1940 de vermelding "België-Belgique", om de aandacht aan de oorlogvoerenden te wijzen dat het een, toen nog, neutraal Belgisch vrachtschip was en ook toebehoorde aan een neutrale rederij. Na de inval van de Duitsers in de Benelux-landen en Frankrijk, was de Copacabana, zoals vele andere schepen, niet meer neutraal en werd ze in de oorlog meegesleurd.
Tijdens de Tweede Wereldoorlog heeft de Copacabana, zoals alle beschikbare schepen van de C.M.B., aanzienlijke diensten bewezen aan de geallieerden. Ze ontsprong de dans om de zwarte lijst aan te vullen van de getorpedeerde vrachtschepen door de asmogendheden.
Het schip werd in 1958 verkocht naar Oost Duitsland en kreeg daar de naam Theodor Korner.